# Вінницький район
Ві́нницький райо́н — район Вінницької області в Україні, утворений 2020 року. Адміністративний центр — місто Вінниця.
Площа території — 6903,55 км², населення — 655 361 особа (2020 р.).

## Історія
Район створено відповідно до постанови Верховної Ради України № 807-IX від 17 липня 2020 року.

## Громади району
До його складу увійшли:
- Міські
  - Вінницька
  - Гніванська
  - Іллінецька
  - Липовецька
  - Немирівська
  - Погребищенська
- Селищні
  - Вороновицька
  - Літинська
  - Оратівська
  - Стрижавська
  - Сутисківська
  - Тиврівська
  - Турбівська
- сільські
  - Агрономічна
  - Лука-Мелешківська
  - Якушинецька

Раніше територія району входила до складу Вінницького (1923—2020), Жмеринського, Тиврівського, Липовецького, Літинського, Оратівського, Погребищенського, та частково до Іллінецького,  Калинівського та Немирівського районів, ліквідованих тією ж постановою.
Вінницька районна рада є органом місцевого самоврядування Вінницького райну, та складається з 64 депутатів.

## Народжені та визначні персони
- Ромащук Євдокія Іванівна — Героїня Соціалістичної Праці, ланкова колгоспу імені Кірова Вінницького району Вінницької області, народ.15.10.1927 в селі Мізяківські Хутори Вінницького району Вінницької області[5].